# Enantiosis cavernicola
Enantiosis cavernicola is een eenoogkreeftjessoort uit de familie van de Epacteriscidae. De wetenschappelijke naam van de soort is voor het eerst geldig gepubliceerd in 1984 door Barr.